# Centrale nucleare di Gösgen
La centrale nucleare di Gösgen (in tedesco Kernkraftwerk Gösgen, KKG) è una centrale nucleare della Svizzera situata presso il Canton Soletta.

## Descrizione
La centrale ha iniziato la propria attività commerciale nel novembre 1979 ed è stata la prima centrale nucleare da 1'000 MW del paese.
Il cuore della centrale è un reattore ad acqua pressurizzata costruito dalla KWU, che al tempo era sussidiaria della tedesca Siemens AG, adesso Areva NP, con 3 002 MW di potenza termica.
Utilizza una torre di raffreddamento alta 150 metri.
La centrale nucleare di Gösgen genera attualmente circa 8 TWh per anno, che corrispondono all'incirca al 13% dell'intero fabbisogno svizzero. Nel 1980 è stato stimato che il costo per ogni kilowatt prodotto era di 6,30 centesimi di franco svizzero. Questo costo è stato ridotto da varie modifiche e nel 2001 è stato di 4,07 centesimi di franco.
La centrale impiega approssimativamente 400 lavoratori a tempo pieno.
L'impianto fornisce teleriscaldamento per le zone circostanti.